# Asphodel-Norwood
Asphodel-Norwood (offiziell Township of Asphodel-Norwood) ist eine von Landwirtschaft geprägte Verwaltungsgemeinde im Südosten der kanadischen Provinz Ontario. Das Township liegt im Peterborough County und hat den Status einer Lower Tier (untergeordneten Gemeinde).
Das heutige Township entstand im Jahr 1998 im Rahmen der Gemeindereform durch den Zusammenschluss des damaligen „Township of Asphodel“ mit der „Village of Norwood“, 120 Jahre nachdem sich diese beiden Siedlungen getrennt hatten und eigenständige Gemeinden wurden.

## Lage
Das Township grenzt im Süden an den Rice Lake und an den Trent River. Die Gemeinde liegt östlich des Randes des Greater Golden Horseshoe bzw. südlich der Ausläufer des kanadischen Schildes. Toronto liegt etwa 130 Kilometer Luftlinie nordöstlich entfernt.
Die Gemeinde gliedert sich in etwa mehrere kleine und kleinste Ansiedlungen. Siedlungsschwerpunkt, mit rund ⅓ der Einwohner der gesamten Gemeinde und gleichzeitig Verwaltungssitz ist „Norwood“.

## Demografie
Der Zensus im Jahr 2016 ergab für die Siedlung eine Bevölkerungszahl von 4109 Einwohnern, nachdem der Zensus im Jahr 2011 für die Gemeinde eine Bevölkerungszahl von 4041 Einwohnern ergeben hatte. Die Bevölkerung hat damit im Vergleich zum letzten Zensus im Jahr 2011 schwächer als der Trend in der Provinz um nur 1,7 % zugenommen, während der Provinzdurchschnitt bei einer Bevölkerungszunahme von 4,6 % lag. Im Zensuszeitraum von 2006 bis 2011 hatte die Einwohnerzahl in der Gemeinde noch deutlich gegen den Provinzdurchschnitt um 4,9 % abgenommen, während die Gesamtbevölkerung in der Provinz gleichzeitig um 5,7 % zunahm.

## Verkehr
Die Gemeinde wird im Norden von dem in Ost-West-Richtung verlaufenden Kings Highway 7 durchquert. Ebenfalls im Norden durchquert eine Eisenbahnstrecke der Canadian Pacific Railway (CP) die Gemeinde.
Durch die Lage am Trent River ist Asphodel-Norwood auch an den Trent-Severn-Wasserweg angebunden. Die Gemeinde wird darüber entweder nach Süden mit der Bay of Quinte des Ontariosees oder nach Nordosten mit der Georgian Bay des Huronsees verbunden.

## Söhne und Töchter der Stadt
- Matt Walst (* 1983), Sänger und Songwriter